# 离瓣景天
离瓣景天（学名：Sedum barbeyi）是景天科景天属的植物，为中国的特有植物。分布在中国大陆的河南、湖北、陕西等地，生长于海拔800米至2,400米的地区，一般生于阴坡林隙岩石上以及腐质土中，目前尚未由人工引种栽培。